# Mistyczne zaślubiny św. Katarzyny (obraz Lucasa Cranacha starszego)
Mistyczne zaślubiny św. Katarzyny, także Madonna z Dzieciątkiem, św. Katarzyną, św. Małgorzatą, św. Dorotą i św. Barbarą – powstały ok. 1516 obraz autorstwa niemieckiego malarza renesansowego Lucasa Cranacha starszego.

## Charakterystyka
Obraz najprawdopodobniej nie był częścią nastawy ołtarzowej, jak mogą sugerować jego rozmiary, ale osobnym dziełem przeznaczonym dla prywatnej adoracji. Temat dzieła został zaczerpnięty z legendy o św. Katarzynie z Aleksandrii. Mistyczne zaślubiny świętej są symbolem zjednoczenia z Chrystusem. Dokładne w szczegółach przedstawienie w swego rodzaju sielankowej formie, miało wywołać na oglądającym efekt ciepła i intymności. Oprócz znanej z innych dzieł średniowiecznych i renesansowych sceny artysta przedstawił trzy święte patronki: św. Barbarę, św. Dorotę i św. Małgorzatę. Tłem jest też szereg aniołów ponad namalowanym w ciemnych odcieniach wzgórzem. Wybór koloru i forma dużej czarnej powierzchni w tej części obrazu jest wynikiem zamalowania przedstawionej wcześniej kurtyny. Bogato zdobione stroje świętych kobiet miały nadać charakter zwyczajności, ziemskości wydarzenia. Maryja Panna trzyma w ręce kiść winogron – symbol eucharystii.
Z warsztatu Cranacha wyszły inne przedstawienia tego tematu. Najbardziej zbliżonym do dzieła budapeszteńskiego jest obraz znajdujący się w Dessau datowany na rok 1516. Obraz, przechowywany obecnie w Muzeum Sztuk Pięknych w Budapeszcie należał do wiedeńskiej kolekcji cesarskiej, został podpisany przez autora w lewym dolnym rogu.